# 사만타
사만타(산스크리트어: सामन्त)는 산스크리트어로 '이웃'을 뜻하며, 4세기에서 12세기 사이의 인도사에서 봉신 또는 토후를 나타내기 위해 사용된 칭호이다. 사만타는 중세 인도 봉건제의 기원 및 성장과 깊은 관련이 있는 것으로 여겨진다.
사만타는 굽타 시대 이전에 존재했던 것으로 알려져 있지만 자세한 내용은 불명확하다. 남인도에서 사만타는 황제의 봉신을 의미하는 데 사용되었으며, 산티바르만 시대(AD 455 - 470)로 거슬러 올라가는 팔라바 비문에는 최고의 봉신이라는 뜻을 지닌 사만타추담마나야흐(Samanta-Chudamanayah)가 기록되어 있다. 비슷한 시기 북인도의 바르바르 언덕 동굴의 굽타 비문에서도 마우카리의 토후 아난타바르만의 아버지를 두고 전자와 같은 칭호인 사만타추담니흐(Samanta-Chudamanih)라고 칭하고 있다.

## 기원과 발전
사만타는 원래 '이웃'을 의미하는 단어로, 마우리아 시대 아르타샤스트라와 아소카 칙령에서도 사만타가 마우리아 제국의 인접국 통치자들을 의미하는 단어로 사용되었다. 굽타 제국의 황제 사무드라굽타가 그의 알라하바드 바문에서 언급한 '국경의 왕'( pratyan-tanripati )은 사만타라는 용어의 원래 쓰임새에 거의 가까운 것이었다.
그러나 굽타 제국 후기부터 이 용어는 점차 '봉신'을 의미하게 되었다. 사실 사만타 제도는 고대 인도와 중세 인도를 구별하는 혁신적인 주요 요인 중 하나였다. 굽타 시대 말과 6세기에 이르러 사만타라는 용어는 번속령의 제후를 의미하는 단어로 보편화되었다.
중세 인도의 초기 왕국은 "사만타-차크라", 즉 '복속된 토후들의 원'으로 둘러싸였다. 하르샤 황제 시대에 사만타 제도가 발전되며 사만타들이 강력한 인물로 간주되었다. 그들을 왕국의 위계질서에 통합시키기 위해 그들은 종종 궁정에서 높은 지위를 부여받았다. 그러한 예 중 하나는 하르샤 황제에게 패배하고 마하사만타가 된 발라비의 왕이다. 이 발라비 왕은 하르샤 황제 아래에서 왕실 관문의 수호자 역할을 하는 마하프라티하라의 지위에 오르고 계속해서 마하단나나야카가 되었다. 사실상 사만타 제도는 분열되거나 부족화된 소규모 독립 지역의 통치자들을 봉신으로 복속시켜 왕이나 황제를 주군으로 섬기게 했다.
사만타의 지위는 독립 이웃에서 조공을 바치는 토후로, 그리고 마침내 고위 궁정직으로 바뀌며 국가 형성의 의미론적 변화를 나타낸다.

## 사만타의 종류
바나바타는 그의 작품 하르샤차리타에서 여러 유형의 사만타들을 설명한다. 바나바타의 하르샤차리타는 사만타들의 다양한 종류에 대해 알고 있는 유일한 작품이다. 바나는 새로운 임무가 할당되기를 기다리고 있었던 것으로 추정되는 왕실 진영의 피정복 제후들인 마하사만타들을 언급한다.
그가 언급한 몇 가지 유형의 사만타는 다음과 같다.
- 사만타: 가장 낮고 평범한 유형의 봉신.[10]
- 마하사만타: 사만타보다 한 단계 높은 지위의 봉신.[10]
- 샤트루마하사만타: 피정복국 출신의 토후.[10]
- 아프타사만타: 황제와의 주종관계를 따르는 사람들.[10]
- 프라다나마하사만타: 황제의 최측근으로서 황제는 그들의 조언을 결코 무시하지 않았다.[11][10]
- 프라티사만타: 왕에 반대하고 적대적인 봉신.[11][10] 모든 사만타들은 공통적으로 주군에 대한 군사적 의무가 있었기에 기존 사만타들이 의무를 다하지 않으면 왕은 이들의 영토를 몰수하고 새로운 사만타를 임명할 수 있었다. 그럼에도 불구하고 일부 사만타들은 왕에 대한 충성을 포기하고 독자적인 통치를 주장하려고 했다.

바나바타는 아누라크타마하사만타라는 용어를 단 한 번만 사용했으며 이는 아마도 그들의 대군주에게 특별히 유착된 사람들을 의미했을 것이다.

## 사만타의 의무
하르샤차리타에 따르면 사만타에게 다섯 가지 의무가 있었는데, 이는 다음과 같다.
- 매년 황제에게 조공을 바칠 것.
- 황제에게 직접 경의를 표할 것.
- 패배한 사만타는 그들의 아들과 작은 왕자를 황제에게 인질로 보내어 인질들이 제국 전통에 길들여지고 황제에게 충성하도록 성장시킬 것.
- 황제에게 군사적 지원을 제공할 것.
- 평화시에는 행정 및 사법 기능을 수행할 것.

군사적 지원, 조공품 제공, 행정 및 사법 기능 수행의 성격에서 사만타는 비자야나가라 제국의 나야카와 비슷한 특징을 지닌다.

## 지역별 사례

### 남인도
남인도에서 사용된 사만타의 몇 가지 사례는 다음과 같다.
- 호이살라 제국에서, 사만타는 마하라자를 섬기는 봉건 토후이자 세습 총독으로서 마하라자에게 봉건적인 경의를 표했다. 호이살라의 세습 총독의 몇 가지 예 또는 이름은 훌리야라를 통치하는 사만타 차타야, 마가레를 통치하는 사만타 고위데바, 세나바기리를 통치하는 사만타 반케야를 들 수 있으며, 사만타 간다라디트야 같은 일부 사만타들은 아라키리, 칼리군다, 쿤두루, 벨루기리 등을 합친 더 큰 영토를 다스렸다.[12]
- 찰루키아 제국에서 발리쿨라 틸라카 바나라자의 아들인 비크라마디트야 발리 인드라 바나라자 치하의 바나는 찰루키아의 대군주를 받아들이고 스스로를 "타루나 바산탐" 및 "사만타 케사리"로 선언하였다.[13]
- 카카티야에서 확인할 수 있는 몇 가지 사례로 총독이 된 곤카 1세와 베타 1세(AD 1000-1050)를 들 수 있다. 베타 1세는 카르마 또는 캄마 불교 농민들 사이의 봉건 가문인 사만타 비슈티 밤사의 지위에서 나왔고 계속해서 찰루키아 제국령의 봉건 제후가 되었다. 베타의 아들인 프롤라 1세는 찰루키아 왕 소메슈바라 아래에서 마하만달레스바라가 되었다. 또한 프롤라 1세의 아들인 베타 2세와 그의 손자  프롤라 2세가 카카티야의 왕위를 계승했다.[14]
- 때로는 사만타의 직위가 모계 상속되기도 했다. 예를 들어 1542년의 파도바 파남부루 비문은 한 킨니카 사만타가 그의 알리야(누나의 아들)인 물키의 자이나교 수장인 두그간나 사만트에 의해 계승되었음을 언급하고 있다.[15] 물키의 토후는 사만타로 봉사했고 자이나교를 후원하였다.[16]

### 북인도
- 사가쿨라의 사만타 봉신들은 '사히'라고 불리고 그들의 군주는 '사하누 사히'(왕중왕)라고 불렸다.[17] 사가쿨라의 위치는 알려져 있지 않다. 자이나 성인 칼라카는 그의 "칼라카리야 카탄나카"에서 사히 왕이라고 불리는 사카 왕의 그룹이 '사가쿨라'에서 인도로 오게 되었다고 설명한다. 이들은 인더스 강을 건넌 후 카티아와르와 우자이니를 점령하고 자신들의 사히를 "왕중왕"으로 세우고 왕조를 개창했다.[18][19] 사가쿨라는 파르티아의 미트라데테스 2세에 의해 시스탄에서 추방된 사카-쿨라 서사트라프였을 것으로 추정된다.[17]

### 동인도
- 카이바르타 사만타 디브야가 이끌었던 바렌드라의 반란에서 그는 팔라 통치에 반대하는 농민을 동원하여 팔라 제위를 찬탈하였다[20]
- 아디수라는 팔라 통치 기간 동안 사만타 왕으로서 북벵골과 비하르의 일부 지역을 통치했을 것으로 추정된다.[21]
- 사란가데바 또는 소마밤시 씨족 출신인 케사리라는 이름의 사만타 왕(하위 지배자)은 아마도 오디사의 사란가르를 통치했다고 한다.[22]
- 바르담만은 사만타 왕, 이차이 고쉬 또는 카야스타 공동체의 이스와니 고쉬에 의해 통치되었으며 그의 후손들은 자민다르로 존속하였다.[23]

### 네팔
리차비의 마하라자가 지배하는 네팔 영토에서 사만타들은 봉토를 소유하였으며, 궁정에서 중요한 역할을 수행하였다. 다른 네팔 왕국의 사만타들 또한 이와 비슷한 역할을 했다.
레그미 박사는 네팔에서 사만타들이 단지 사만타(봉신)였을 시기에 마하라자와 마하라자디라자와 같은 높은 위격의 칭호를 채택했다고 기록하고 있다. 예를 들어 창구 지역의 사만타(Amsu-Varma)라는 이름이 마하라자디라자(Maharajadhiraja)라는 칭호를 채택한 비문이 있다. 이들은 더 높은 소리의 칭호를 채택한 후에도 사만타의 칭호를 포기하는 것을 보지 못했다. 그러한 예가 마하사만타 마하라자 스리 카르말리아이다.
왕과 그의 봉신 모두가 마하라자라는 칭호를 사용했는데, 예를 들어 미드나포르에 있는 사스나카의 봉신, 웃칼라의 단다부크티를 통치한 스리 사만타 마하라자 사마닷타가 있다.
사만타의 지위도 지배 가문과 결혼함으로써 획득되었다. 예를 들면 셈자의 상속인인 메디니바르마의 딸과 결혼한 후 국가의 사만타 라자가 된 주믈라의 차우간 라자스타나코트의의 발리라자가 있다. 결혼 후, 발리라자는 사실상 왕국의 모든 봉건 토후들의 우두머리였다. 이것은 1404년의 동판 비문에 설명되어 있다.

## 사만타 라주
이 복합 인도인 칭호는 남인도의 왕이나 군주 휘하에 있는 영역 봉신 또는 총독(군사 지원을 제공하고 영토를 통치하는 사람)을 나타낸다. 영국령 인도에서 주어진 칭호와 혼동되어서는 안된다.

## 같이 보기
- 봉신
- 제후
- 자민다르
- 자기르다르
- 사다르
- 만카리